# Obejście prawa
Obejście prawa – w prawie prywatnym międzynarodowym sytuacja, gdy strony uchylają się "od skutków zastosowania prawa w normalnym toku rzeczy właściwego przez odpowiednie (i rzeczywiste) związanie danego stosunku z innym prawem w taki sposób, by mogło ono uchodzić w świetle norm kolizyjnych obowiązujących w siedzibie sądu za właściwe do oceny tego stosunku".